# 2646 Abetti
2646 Abetti је астероид главног астероидног појаса. Приближан пречник астероида је 22,38 ,
а средња удаљеност астероида од Сунца износи 3,010 астрономских јединица (АЈ).
Инклинација (нагиб) орбите у односу на раван еклиптике је 9,682 степени, а орбитални период износи 1907,496 дана (5,222 година). Ексцентрицитет орбите астероида износи 0,099.
Апсолутна магнитуда астероида износи 11,60 а геометријски албедо 0,080.
Астероид је откривен 13. марта 1977. године.